# Melt flow index
Pour les articles homonymes, voir MFI (homonymie).
Le Melt flow index (MFI) ou indice de fluidité à chaud (IFC) ou indice de fluidité (IF), également connu sous les noms Melt flow rate (MFR) ou Melt index (MI), est une méthode communément utilisée dans l'industrie des plastiques pour la caractérisation des matériaux thermoplastiques, surtout les polyoléfines. Elle permet d'estimer leur extrudabilité.

## Présentation
Il s'agit d'une méthode thermomécanique en sollicitation statique. En effet, une perturbation (pour ce test, une pression) constante est appliquée à la matière, à une température donnée.
L'indice de fluidité à chaud mesure, en unités arbitraires, la masse écoulée à travers une filière cylindrique d'une matière thermoplastique à l'état « fondu » (état fluide ou déformable), dans des conditions définies de température et de pression pendant un temps donné.
Ce critère fournit des informations sur les possibilités de transformation de la matière.
Cette méthode traditionnelle et relativement simple, décrite dans la norme ASTM D1238 (ou ISO 1133), est facilement utilisable pour le contrôle qualité de lots en production et en réception.

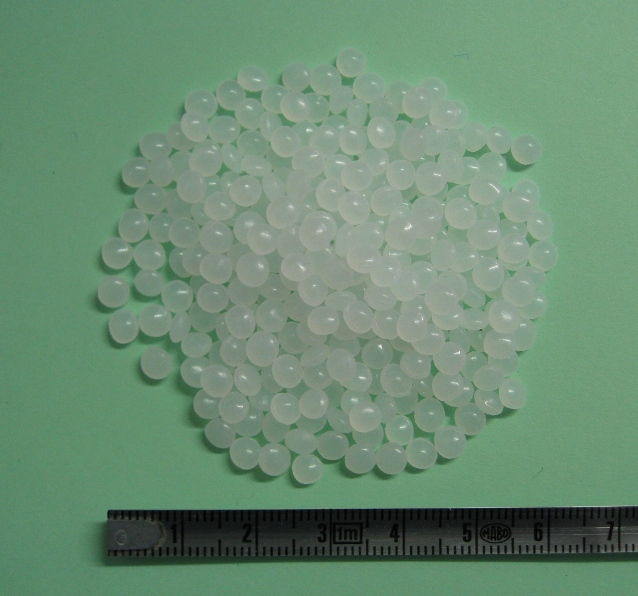
Exemple de granulés thermoplastiques (PEBDL).

L'appareil est essentiellement un plastomètre à extrusion à poids (rhéomètre capillaire simplifié). L'échantillon (en granulés ou en poudre) est fondu à une température régulée (essais réalisés à 190 et 230 ± 0,5 °C pour respectivement le polyéthylène et le polypropylène, par exemple). On mesure ensuite la masse écoulée (extrudat) à travers une filière (capillaire) normalisée (longueur 8,0 mm ; diamètre intérieur 2,096 mm) en carbure de tungstène, au moyen d'un piston chargé (masse standard de 2 160 g, par exemple), pendant un temps donné (valeur du débit massique exprimée en g/10 min).
La fluidité à chaud des hauts polymères dépend de la vitesse de cisaillement. L'appareil fonctionne dans des conditions de faible cisaillement (les contraintes et vitesses de cisaillement sont plus faibles que celles rencontrées dans la plupart des processus de transformation des matières plastiques). Cependant, cette méthode donne une indication de la fluidité des différents types d'échantillons lors de leur transformation.
Un polymère avec un indice de fluidité élevé doit être choisi pour le moulage par injection (par exemple), car ce processus implique des vitesses de cisaillement élevées.
Cette mesure renseigne par ailleurs sur la masse molaire moyenne de l'échantillon, qui est reliée à la résistance mécanique de la matière. L'indice de fluidité est inversement relié à la masse moléculaire. Un échantillon de MFI élevé (40, par exemple) sera facile à mettre en forme, mais aura une résistance mécanique relativement faible.